# 윌밍턴 학살

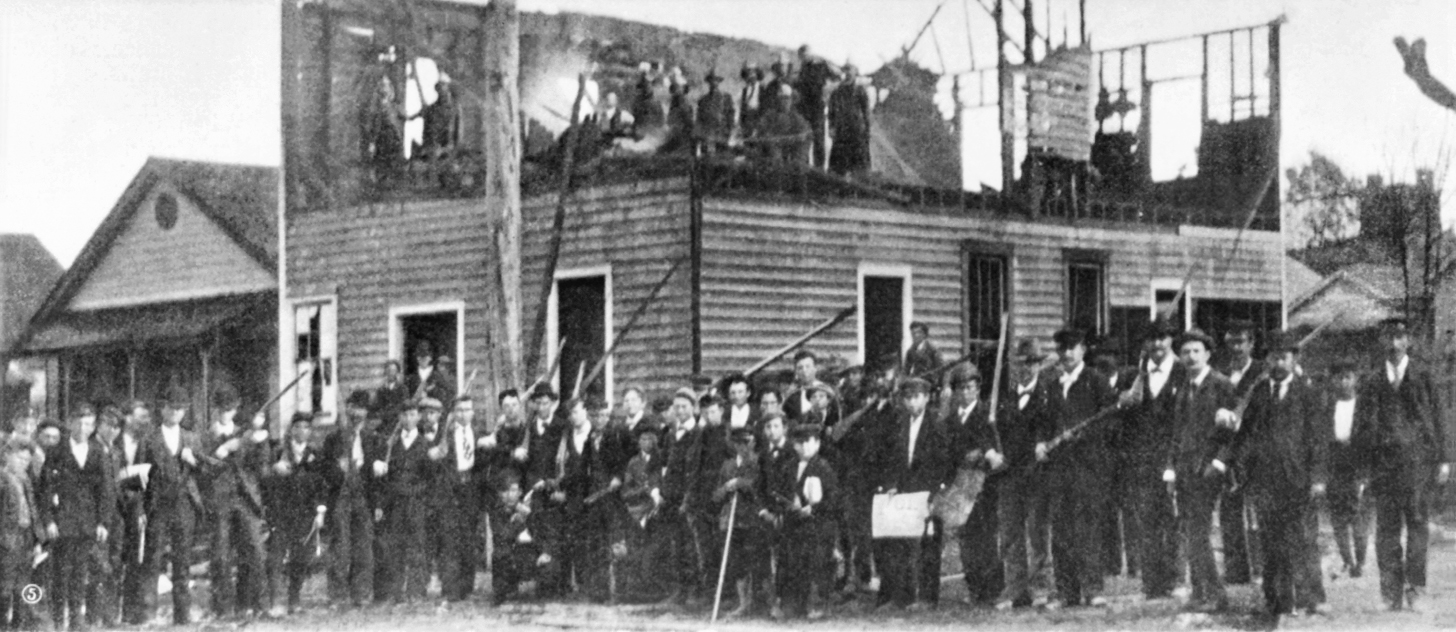

윌밍턴 학살(Wilmington massacre)은 1898년 윌밍턴 반란(Wilmington Insurrection of 1898), 1898년 윌밍턴 학살(Wilmington Massacre of 1898), 1898년 윌밍턴 쿠데타(Wilmington coup of 1898)라고도 알려진 사건으로, 11월 목요일 미국 노스캐롤라이나주 윌밍턴 (노스캐롤라이나주)에서 백인 우월주의자들이 1898년 10월 10일 자행한 쿠데타이자 학살이다. 윌밍턴의 백인 언론은 원래 이 사건을 흑인들이 일으킨 인종 폭동으로 묘사했다. 20세기 후반부터 추가 연구를 통해 이 사건은 백인 우월주의자 집단이 정당하게 선출된 정부를 폭력적으로 전복시키는 사건으로 특징지어졌다.
쿠데타는 윌밍턴에서 합법적으로 선출된 지역 퓨전주의 혼혈 정부를 전복시키기 위해 주의 백인 남부 민주당원 그룹이 2,000명의 백인 남성으로 구성된 폭도를 음모하고 이끌었던 결과였다. 그들은 반대 흑인과 백인 정치 지도자들을 도시에서 추방하고, 도시의 유일한 흑인 신문을 포함하여 미국 남북 전쟁 이후 건설된 흑인 시민의 재산과 사업체를 파괴했으며, 14명에서 약 60명에서 300명 이상을 살해했다.
윌밍턴 쿠데타는 재건 이후 노스캐롤라이나 정치의 전환점으로 간주된다. 이는 흑인 유권자 등록에 대한 장벽을 높인 1890년 미시시피 주에서 새로운 헌법이 통과된 이후 진행되었던 남부 전역의 아프리카계 미국인에 대한 더욱 심각한 인종 분리와 효과적인 선거권 박탈 시대의 일부였다. 다른 주에서도 곧 유사한 법률이 통과되었다. 역사가 로라 에드워즈(Laura Edwards)는 "윌밍턴에서 일어난 일은 그 한 도시뿐만 아니라 남부와 미국 전체에서 백인 우월주의를 확증하는 계기가 됐다"고 썼다. 미국 수정 헌법 제14조에 따라 흑인이 보장되는 법에 따라 권리와 평등한 보호를 받을 수 있다.

## 같이 보기
- 붉은 여름